# Fyrishofs Grand Prix
Fyrishofs Grand Prix var en cykeltävling som anordnades 1933–1940 av SK Fyrishof i Uppsala.
Loppet genomfördes på en rundbana mellan Grindstugan, Flottsund och Graneberg söder om staden.